# کاواورتا
کاواورتا (به ایتالیایی: Cavacurta) یک کومونه در ایتالیا است که در استان لودی واقع شده‌است.

## خصوصیات
کاواورتا ۷٫۱ کیلومترمربع مساحت و ۸۸۱ نفر جمعیت دارد.